# 양극성 장애
양극성 장애(兩極性障碍, 영어: bipolar disorder) 또는 조울증(躁鬱症, 영어: manic depression; 문화어: 기쁨슬픔병)은 비정상적 흥분 상태인 조증 기간과 비정상적 우울 상태인 우울증 기간이 주기적으로 번갈아가며 나타나는 기분 장애이다. 이러한 기분 이상의 기간을 삽화(episode)라고 하는데, 조증은 보통 수 일에서 수 주 동안 나타나고 우울증은 이보다 오래 지속되는 경향이 있다. 기분이 심하게 고양되고 정신증의 양상이 동반되는 상태를 조증(mania), 이에 비해 정도가 덜하고 기능에 큰 영향을 끼치지 않는 경우를 경조증(hypomania)이라 한다. 조증을 겪는 사람은 비정상적으로 활력이 넘쳐 행복감이나 정서불안을 느끼며 결과를 고려하지 않는 충동적인 결정을 내리기 쉬워지고 일반적으로 수면 욕구도 감소한다. 한편 우울증 기간 동안에 환자는 우울감을 겪고 삶에 대한 부정적인 전망을 품는다. 양극성 장애는 자살 위험성이 높은 정신질환으로, 20년 동안 환자의 6%가 자살로 생을 마감하고 30~40%가 자해 행동을 한다는 연구가 있다. 불안 장애나 약물 남용 등 다른 정신질환도 자주 동반된다.
현대 정신의학에서는 적어도 한 번의 조증 삽화를 겪은 경우를 I형, 조증 삽화 없이 적어도 한 번의 경조증 삽화를 겪은 경우를 II형으로 세분한다. 이외에 경조증 삽화와 주요 우울 장애의 진단 기준을 만족하지 않는 우울증 삽화를 반복적으로 보이는 기분 순환형 장애 등도 포함된다. 양극성 장애와 증상이 겹치는 다른 질환으로 주의력결핍 과잉행동장애(ADHD), 인격 장애, 조현병, 약물 사용 장애 등이 있어 진단에 주의가 요구된다. 치료에는 장기적인 재발 예방을 위한 약물 치료가 우선시되는데, 여기에는 기분안정제인 리튬을 비롯하여 특정 항경련제나 비정형 항정신병제가 쓰일 수 있다. 심리 치료 역시 장애의 경과를 개선한다는 여러 증거가 있다.
원인은 명확히 밝혀진 바가 없으나 특히 유전적 요인이 강하게 작용하는 것으로 추정되며 이외에 장기간의 스트레스 등 환경적 요인이 복합적으로 관여한다. 인구의 약 2%에서 발생하는 것으로 추정되며 20대 초반에 증상이 시작되는 경우가 가장 흔하다.

## 사례
고졸 출신의 30대 교도관인 P씨의 동료들은 요즘 P씨를 걱정스러운 눈으로 바라보고 있다. 평소에 소극적이고 조용하던 P씨가 한 달 전부터, 서서히 말이 많아지고 웃음소리가 커졌으며 여러 가지 일들을 벌리며 활발한 모습을 보이기 시작했다. 최근 P씨는 돈씀씀이가 몹시 헤퍼졌으며, 아내에게 자신은 고시공부를 하겠다며 2년 안에 사법고시와 행정고시를 모두 합격할 것이라고 공언하였다고 한다. 직장에 출근해서도 일은 하지 않고 동료나 죄수들에게 돌아다니며 “나는 이런 곳에 있을 사람이 아니다. 나는 중요한 사람이니 잘 기억해 두라”고 장황하게 이야기하곤 했다. 출퇴근시간을 잘 지키지 않았으며 근처 대학에 법학강의를 청강하러 간다며 무단으로 자리를 비우곤 했다. 이런 일이 잦아져 교도소장이 불러 문책을 하자, “내가 조만간 당신 상관으로 오게 될텐데, 이렇게 함부로 대해도 대느냐?”며 오히려 화를 내며 대들었고 “교도행정이 크게 잘못되어 있다. 내가 다시 돌아오는 날 세상이 바뀔 것이다”라고 횡설수설하였다고 한다.

## 증상
청소년기 후기나 성인기 초기에 증상이 시작되는 경우가 가장 흔하다. 양극성 장애를 특징짓는 것은 조증 삽화의 발생과 반복적인 재발이며, 그 사이에는 (일반적으로) 우울증 삽화가 한 차례 또는 여러 차례 나타나고 이러한 삽화들 사이에는 증상이 없는 기간도 있다. 조증과 우울증 삽화는 기분 뿐 아니라 정신운동 활동(예컨대 조증에서는 안절부절 못하고 우울증에서는 움직임이 둔함), 일주기 리듬, 인지 등에 걸쳐 영향을 미친다. 조증은 전형적인 고양감 이외에도 불쾌감이나 신경과민 등 여러 증상으로 나타날 수 있으며 기분 상태와 연관된 망상이나 환각이 동반되기도 한다. 일부 환자에서는 우울증 증상이 우세하고 조증 삽화는 조증보다 가라앉은 경조증으로 나타난다.
조증 시기에는 비정상적인 흥분, 고양, 불안, 불면, 과대망상 등의 증세가 나타나며 우울 시기에는 비정상적인 우울감, 무기력, 자책감, 수면장애, 피해망상 등이 나타난다. 환자는 둘이 동시에 나타나는 혼합 삽화를 경험하기도 하며, 조증이나 우울증이 나타나지 않는 시기에는 후유성 증상을 제외하면 별다른 문제를 보이지 않는다.

### 조증 삽화
조증 삽화는 적어도 1주일 이상 비정상적으로 고양된 기분이 지속되는 기간으로 그 양상은 단순한 행복감에서 섬망까지 다양하다. 사회기능적 장애와 증상의 정도가 약한 경우 경조증으로 분류된다. 핵심 증상은 소위 정신운동성 초조(psychomotor agitation)로 불리는 정신 및 신체 활동의 증가이다.
환자는 비정상적인 기분의 고양과 함께 자존감과 자신감이 비대해지고, 사고가 빠르게 질주하여 가만히 있지 못하고 횡설수설 말한다. 수면시간이 크게 줄어듦에도 별다른 피로를 느끼지 못하는 수면이상을 겪는 경우가 많고, 목표 지향적 활동이 증가하는 한편 사고의 비약으로 판단력에 문제를 보이며, 이에 따라 사회적인 일탈을 저지르거나 도박이나 성적 행위 등 리스크가 수반되는 행위에 빠지기도 한다.
과대한 계획을 세우고 이에 몰두하여 자신만만해지는데, 이 때 자신이 유명인이 되거나 신적인 존재가 되는 등의 과대망상을 하기도 한다. 그러나 자신의 계획이 흐트러지거나 좌절될 경우 신경질적으로 행동하여 사소한 것에 분노를 표출하고 폭력을 휘두르거나 자해할 수 있다. 환자는 과장된 몸짓이나 목소리를 내기도 하며, 종종 인사나 예절과 같은 사회적 규범을 무시한다.
환자는 조증 시기에 병식이 낮기 때문에 단약이나 "자가 치료"를 시도하는 경우가 많으며, 이런 경우 치료에 큰 지장이 생기기 때문에 규칙적인 복용을 위한 감독이 필요하다. 우울 삽화 시기부터 자살을 생각하고 있었으나 행동력이 없었던 사람이 조증이 되면 충동적으로 행동으로 옮겨 죽음에 이를 수도 있어 주의가 요구된다.

### 우울증 삽화
이 시기의 사람은 우울증 증세를 겪음에 따라 지속적이고 극심한 우울감, 이유 없는 불안함과 초조함, 무기력, 절망감 등을 겪는다. 조증의 과장된 미래 설계와는 반대로 미래를 부정적으로 여기고 행동하게 된다. 걱정과 불안이 많아지며 매사에 자신이 없고 조그만 일에도 지치고 절망한다. 자기 비하가 심해지며, 이에 따라 자해나 자살을 시도하기도 한다. 또한 주변인들이 자신을 비웃거나 험담한다는 등의 피해망상을 수반하기도 한다.
조증과는 반대로 사고가 느려지고 주의력이 흐트러져 작업에 집중하지 못하며, 타인과의 소통에 관심이 없어지고 모든 것에 흥미를 느끼지 못하는데 이러한 현상은 타인으로부터의 소외로 이어진다. 대부분 수면장애를 호소하는데, 수면이 크게 늘어나기도, 줄어들기도 한다. 그 외에도 우울감은 신체화 현상을 동반하는데 사람에 따라 두통, 소화불량, 근육통, 수면이나 식욕 이상 등을 호소한다.
양극성 장애의 우울증은 단극성 기분 장애의 우울증과 비교할 때 수면의 증가, 증상의 갑작스러운 발생과 해소, 체중의 증가나 감소, 출산 이후의 심각한 증상 등 몇가지 임상적 특징이 두드러지는 것으로 보고된다.

### 혼합 삽화
혼합 삽화(mixed episode)는 조증과 우울증의 증상이 동시에 나타나는 기분상태로, 불쾌성 조증(dysphoric mania)이라고도 한다. 우울증의 우울감, 무력감, 자살충동, 부정적 사고 등과 함께 조증의 과대망상, 충동, 불안, 사고의 가속, 분노심 등이 나타날 수 있으며, 단시간에 크고 불안정한 감정변화가 보인다. 심한 정서 불안으로 사회적 기능의 장애가 심화될 수 있다. 불안장애의 동반이 많다.

## 원인
양극성장애의 원인은 명확하게 밝혀지지 않았으나 현재 유전학, 신경학 및 환경심리학 분야에서 활발한 연구가 이루어지고 있다.
양극성장애의 발병률은 일반 인구와 비교했을 때 양극성 장애 환자들의 1차 친척에게서 거의 10배가량 높게 나타난다는 연구가 있다. 유사하게, 주요우울장애의 위험성 또한 양극성장애 환자의 친척에게서는 일반 인구에게서보다 3배가량 높게 나타난다. 또한 행동유전학 연구에서는, 염색체의 부위와 후보 유전자(candidate gene)들이 각 유전자가 다소 영향을 미치는 양극성 장애의 민감성과 관련이 있을 수 있다는 연구가 있어 양극성장애가 유전성 질환일 가능성을 시사하고 있으나, 흥분이나 우울감 자체가 이미 유전적 요인의 생화학적 기작(機作)을 필요로 한다는 점에서 유전적 요인이 양극성 장애의 일부 원인으로 필수적일수는 있으나 충분한 조건이라고 제시할만한 근거로서는 부족한 점을 예로들어 이에 관해서는 논란의 여지가 많다.

## 치료
흔히 리튬염 등의 기분안정제가 급성 조증 및 우울증 에피소드의 치료와 장기적인 재발 방지를 위해 투여되는데, 탄산리튬 과다복용에 따른 사망 우려가 있기 때문에 적정량에 맞추어 처방하는 것이 요구된다. 그러나 전문가들은 특히 청소년기에 있어서 이러한 약물처방은 뇌의 발달과 정서적 성장기에 있는 청소년에게 온전한 기작이 보장되는 연구결과가 매우 부족할 수밖에 없는 현실을 지적하면서 1차적으로 인지행동치료나 심리치료가 바람직하다는 입장이다.
조울증의 초기 단계의 우울 증상은 우울장애로 오진되기 쉽다. 우울 삽화 시기에는 항우울제를 투여할 수 있으나 양극성 장애의 우울증에 대한 효능에 관해 논란이 있으며 조증 과거력이 있으면 특히 사용에 주의해야 한다. 통제된 시험을 통해 입증된 것은 아니지만 조울증의 소지가 있는 환자에게 우울증을 치료하기 위해 항우울제를 투여할 경우, 조울증의 혼재성 양상이나 조증 증상이 촉발될 수 있다. 우울증을 보이는 환자들한테 항우울제를 투여할 때, 환자가 조울증에 대한 위험성 여부를 우선 파악하기 위한 적절한 스크리닝(선별 과정)이 이루어져야 한다. 이 스크리닝(선별 과정)엔, 자살, 조울증 및 우울증에 대한 가족력이 포함된 공존 질환 여부의 검토가 포함된다. 한편, 청소년에게의 항우울제 투여가 큰 효과가 없으며 오히려 자살 성향 및 자살 충동을 유발할 수 있다는 연구 결과가 있기도 하여 주의가 요구된다.
항정신병제가 사용되기도 하며 특히 급성 조증 치료에 효과적이다. 영국 아스트라제네카사의 조현병 치료제 '쎄로켈(쿠에티아핀)'과 일본 오츠카 사의 조현병 치료제 '아빌리파이(아리피프라졸)'의 경우, 성인의 우울증 치료를 위한 주요 우울 장애 치료의 부가 요법제로 승인되어 있다.
최소 1년 이상 치료를 받은 이후에도 호전의 기미가 전혀 없는 양극성 정동장애를 대한민국의 장애인복지법에선 정신장애로 인정하고 있으므로, 지난 1999년 김대중 정부가 추진한 장애인복지법 개정으로 정식 장애 항목에 등재되었다.

## 조현정동장애
조현정동장애(調絃情動障礙)는 조현병(조발성치매)과 양극성 기분 장애(정동장애)의 양쪽으로 비슷한 증상을 드러내지만 증상과 경과가 어느 쪽의 병인지 명확하지 아니한 경우를 잠정적으로 분류하는 정신질환이다.

## 같이 보기
- 신경전달물질
- 조현병
- 주요우울장애
- 주요정동장애